# São Felipe d'Oeste
São Felipe d'Oeste är en kommun i Brasilien.   Den ligger i delstaten Rondônia, i den centrala delen av landet, 1 500 km väster om huvudstaden Brasília. Antalet invånare är 6 018.
Omgivningarna runt São Felipe d'Oeste är huvudsakligen savann. Runt São Felipe d'Oeste är det glesbefolkat, med 12 invånare per kvadratkilometer.